# 源宗城
源 宗城（みなもと の むねざね）は、平安時代前期から中期にかけての貴族・歌人。名は宗成または巨城とも表記される。宇多天皇の孫。二品兵部卿・敦固親王の次男。官位は従四位下・侍従。

## 経歴
醍醐朝末の延長6年（928年）従四位下に初叙。当時は宗城王と名乗っていた。その後、臣籍降下し、侍従に任ぜられた。しかし、承平3年（933年）5月12日に民部史生諸藤（姓は不明）によって母と共に殺害された。殺害に至る経緯は不明である。
勅撰歌人として、平中興の娘と交わした歌など、『後撰和歌集』以下の勅撰和歌集に2首が入集している。